# Municipio de Aguascalientes
El municipio de Aguascalientes es uno de los 11 municipios que integran al estado mexicano de Aguascalientes. Su cabecera municipal es la ciudad de Aguascalientes, la cual también es la capital del estado. Forma parte de la Zona Metropolitana de Aguascalientes que es la decimotercera zona metropolitana más grande de México.  Es parte de la macrorregión del Bajío.

## Historia
Al separarse de Zacatecas en 1835 el estado contaba con los partidos de Aguascalientes, Calvillo y Rincón de Romos, el partido de Aguascalientes finalmente originó el municipio actual, estaba constituido por el territorio que actualmente ocupan los municipios de Aguascalientes, Jesús María, San Francisco de los Romo y El Llano. Jesús María fue el primero en erigirse como municipio propio, San Francisco y El Llano fueron separados y erigidos municipios apenas en 1991 y 1992 respectivamente.

#### Aguascalientes como parte de la provincia de Xalisco o Nueva Galicia
Fue parte de la Provincia de Nueva Galicia, actual Nayarit y Jalisco, en el Reino de Nueva Galicia entre su fundación y 1786, y de la Intendencia de Guadalajara de 1786 a 1821.

### Altos de Jalisco como parte de Aguascalientes

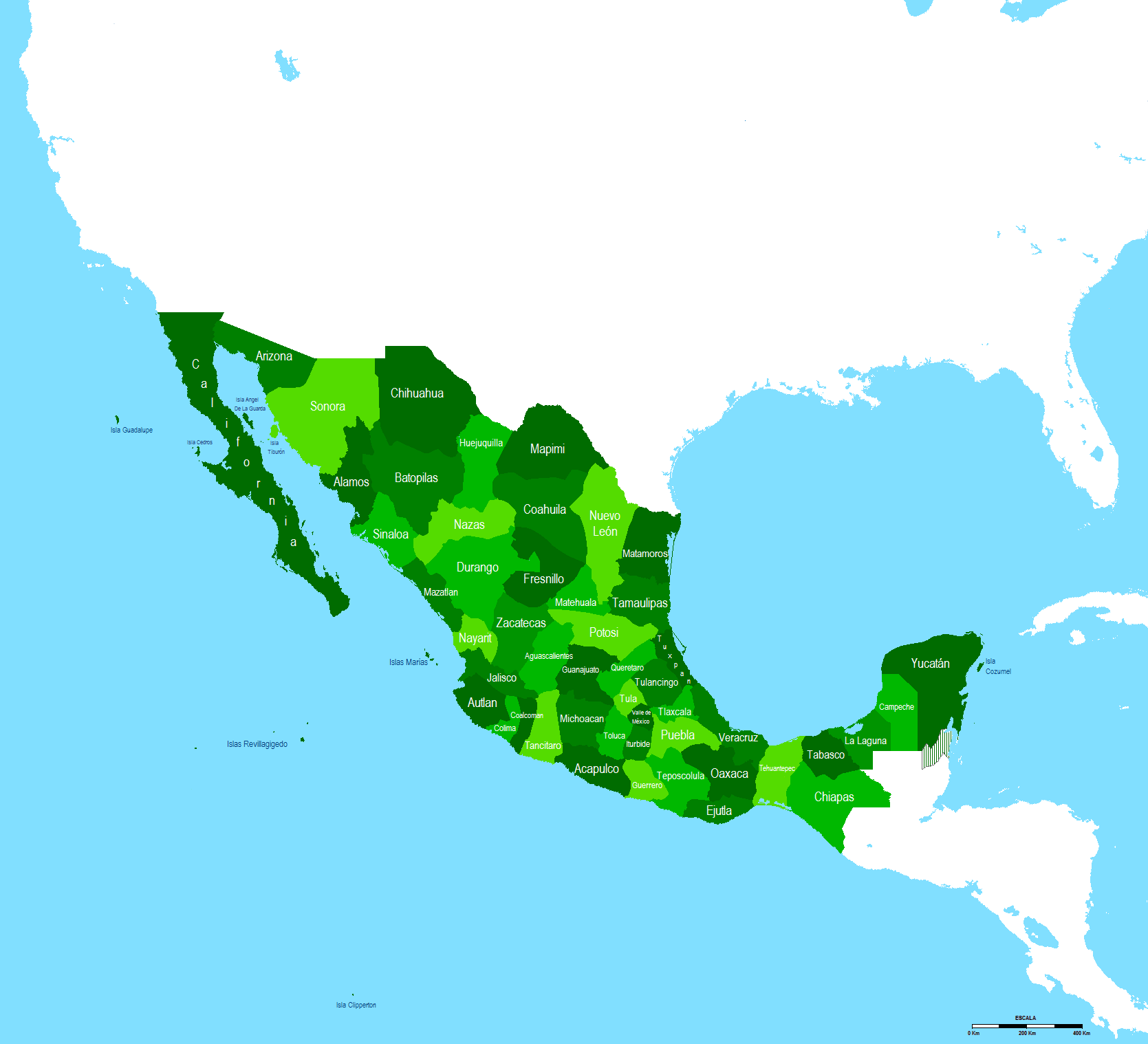
División Territorial durante el Segundo Imperio Mexicano.

Durante el Segundo Imperio Mexicano, los Altos de Jalisco volvieron a formar parte de Aguascalientes, como una continuación natural, tomando en cuenta aspectos morfológicos y culturales. Las divisiones territoriales a través de la historia de México, generalmente han estado ligadas a cambios políticos y no a una distribución espacial tendiente a mejorar el desarrollo administrativo, económico y social del territorio nacional. El 3 de marzo de 1865 apareció uno de los decretos más importantes del gobierno de Maximiliano para la primera división del territorio del nuevo Imperio y que fue publicado en el Diario del Imperio el 13 de marzo del mismo año. Dicha misión le fue encomendada a don Manuel Orozco y Berra (1816-1881).

## Geografía
Aguascalientes se encuentra en la parte sur del valle que divide en dos al estado con una altitud promedio de 1870 m s. n. m., colinda con los municipios de El Llano, Jesús María, Calvillo, Asientos y San Francisco de los Romo, además con el estado de Jalisco al sur. Su extensión territorial es de 1173 km².

### Municipios adyacentes
- Municipio de Jesús María – norte
- Municipio de San Francisco de los Romo – norte
- Municipio de Asientos – norte
- Municipio de El Llano – este
- Municipio de Ojuelos de Jalisco, Jalisco – este
- Municipio de Lagos de Moreno, Jalisco – sur
- Municipio de Teocaltiche, Jalisco – sur
- Municipio de Villa Hidalgo, Jalisco – sur
- Municipio de Calvillo – oeste

### Carreteras principales
- Carretera Federal 25
- Carretera Federal 45
- Carretera Federal 70
- Carretera Federal 71
- Carretera Estatal 2
- Carretera Estatal 13
- Carretera Estatal 14
- Carretera Estatal 16
- Carretera Estatal 18
- Carretera Estatal 28
- Carretera Estatal 31
- Carretera Estatal 34
- Carretera Estatal 36
- Carretera Estatal 40
- Carretera Estatal 42
- Carretera Estatal 45

## Clima
El clima de la ciudad es templado semiárido con lluvias en verano (Bsw). El promedio anual de precipitaciones es de 500 mm que se concentran en su mayor parte de junio a octubre. La temperatura mínima registrada es de -9 °C y la más alta de 38 °C.
| Parámetros climáticos promedio de Aguascalientes | Parámetros climáticos promedio de Aguascalientes | Parámetros climáticos promedio de Aguascalientes | Parámetros climáticos promedio de Aguascalientes | Parámetros climáticos promedio de Aguascalientes | Parámetros climáticos promedio de Aguascalientes | Parámetros climáticos promedio de Aguascalientes | Parámetros climáticos promedio de Aguascalientes | Parámetros climáticos promedio de Aguascalientes | Parámetros climáticos promedio de Aguascalientes | Parámetros climáticos promedio de Aguascalientes | Parámetros climáticos promedio de Aguascalientes | Parámetros climáticos promedio de Aguascalientes | Parámetros climáticos promedio de Aguascalientes |
| Mes                                              | Ene.                                             | Feb.                                             | Mar.                                             | Abr.                                             | May.                                             | Jun.                                             | Jul.                                             | Ago.                                             | Sep.                                             | Oct.                                             | Nov.                                             | Dic.                                             | Anual                                            |
| ------------------------------------------------ | ------------------------------------------------ | ------------------------------------------------ | ------------------------------------------------ | ------------------------------------------------ | ------------------------------------------------ | ------------------------------------------------ | ------------------------------------------------ | ------------------------------------------------ | ------------------------------------------------ | ------------------------------------------------ | ------------------------------------------------ | ------------------------------------------------ | ------------------------------------------------ |
| Temp. máx. media (°C)                            | 21.9                                             | 23.8                                             | 25.7                                             | 28.5                                             | 30.5                                             | 29.9                                             | 28.2                                             | 27.8                                             | 26.1                                             | 25.1                                             | 23.5                                             | 22.1                                             | 26.1                                             |
| Temp. mín. media (°C)                            | 3.5                                              | 5.3                                              | 7.6                                              | 10.6                                             | 11.8                                             | 13.6                                             | 15                                               | 14.6                                             | 12.8                                             | 10.4                                             | 6.5                                              | 4.4                                              | 9.7                                              |
| Precipitación total (mm)                         | 13.1                                             | 13.4                                             | 3.7                                              | 8.8                                              | 19.2                                             | 93.3                                             | 122.7                                            | 113.1                                            | 87.5                                             | 32.2                                             | 7.4                                              | 5.8                                              | 520.2                                            |
| Días de precipitaciones (≥ )                     | 2                                                | 1.8                                              | 0.7                                              | 1.7                                              | 3.7                                              | 9.3                                              | 13.3                                             | 12.8                                             | 9.3                                              | 3.9                                              | 1.3                                              | 1.5                                              | 61.3                                             |
| Fuente n.º 1: Smn                                |                                                  |                                                  |                                                  |                                                  |                                                  |                                                  |                                                  |                                                  |                                                  |                                                  |                                                  |                                                  |                                                  |
| Fuente n.º 2: Smn                                |                                                  |                                                  |                                                  |                                                  |                                                  |                                                  |                                                  |                                                  |                                                  |                                                  |                                                  |                                                  |                                                  |

## Orografía
El municipio de Aguascalientes se encuentra ubicado sobre el fértil valle de Aguascalientes, que corre a lo largo del Río San Pedro o de los pirules, que corre de norte a sur, llegando al punto meridional del estado a los 1700 m.
Enmarcan a este valle, al oriente, unos lomeríos de poca altitud que lo separan del municipio de El Llano, y al poniente el característico Cerro del Muerto, que continúa hacia el suroeste como parte de la Sierra del Laurel, donde encontramos la máxima altitud en el municipio, alcanzando los 2400 m s.n.m.
Hacia el norte no hay elevaciones importantes, y al sur tan solo en las cercanías del límite estatal los cerros de San Bartolo (2210 m s.n.m.) y Los Gallos (2335 m s.n.m).

## Demografía
La población del municipio de Aguascalientes, según el recuento del año 2010 realizado por el Instituto Nacional de Estadística y Geografía, es de 1,184,000 habitantes. 

### Localidades
El municipio tiene un total de 562 localidades. Las principales localidades y su población en 2020 son las siguientes:
| Código INEGI      | Localidad                    | Población (2020) |
| ----------------- | ---------------------------- | ---------------- |
| 010010001         | Aguascalientes               | 863 893          |
| 010011025         | Pocitos                      | 8 494            |
| 010010479         | Villa Licenciado Jesús Terán | 5 204            |
| 010010293         | Norias de Ojocaliente        | 4 476            |
| 010012371         | Cartagena                    | 3 903            |
| 010010239         | Cañada Honda                 | 3 822            |
| 010010357         | Norias del Paso Hondo        | 3 362            |
| 010012050         | Cumbres III                  | 2 871            |
| 010010237         | Jaltomate                    | 2 805            |
| 010010367         | San Antonio de Peñuelas      | 2 616            |
| 010010256         | La Loma de los Negritos      | 1 897            |
| 010010379         | San Ignacio                  | 1 815            |
| 010010866         | Montoro                      | 1 776            |
| 010010315         | Peñuelas El Cienegal         | 1 753            |
| 010010345         | El Refugio de Peñuelas       | 1 638            |
| 010010863         | Cotorina Coyotes             | 1 533            |
| 010010355         | El Salto de los Salado       | 1 377            |
| 010010127         | Los Caños                    | 1 225            |
| 010010138         | Centro de Arriba             | 1 172            |
| 010010106         | Arellano                     | 1 169            |
| 010010146         | El Conejal                   | 1 081            |
| 010010429         | Santa María de Gallardo      | 1 066            |
| 010010120         | Buenavista de Peñuelas       | 1 054            |
| Otras localidades | Otras localidades            | 28 988           |
| Total municipal   | Total municipal              | 948 990          |

En 2020, el municipio de Aguascalientes cerró con 948 990 habitantes.
El municipio de Aguascalientes, forma parte de la zona metropolitana de Aguascalientes, que junto con los municipios de Jesús María y San Francisco de los Romo, llegan a un total de 1 236 916 habitantes, lo cual la convierte en la decimotercera zona metropolitana más grande e importante de México.

## Economía
Desde la década pasada ha sido la industria manufacturera, que representa el 31% del producto interno bruto, principalmente la industria textil y del vestido, la metalúrgica, la automotriz, la electrónica y la de productos alimenticios.
Cuenta con un fácil acceso hacia los principales centros de oferta y demanda. Se instaló una infraestructura industrial, social y de servicios que ha atraído a pequeñas, medianas y grandes empresas respaldadas por inversionistas nacionales.
La mitad del territorio es utilizado para la cría de ganado, principalmente vacas lecheras y para carne. Un tercio para el consumo local y el resto para ser vendido en estados vecinos y exportado a Centroamérica.

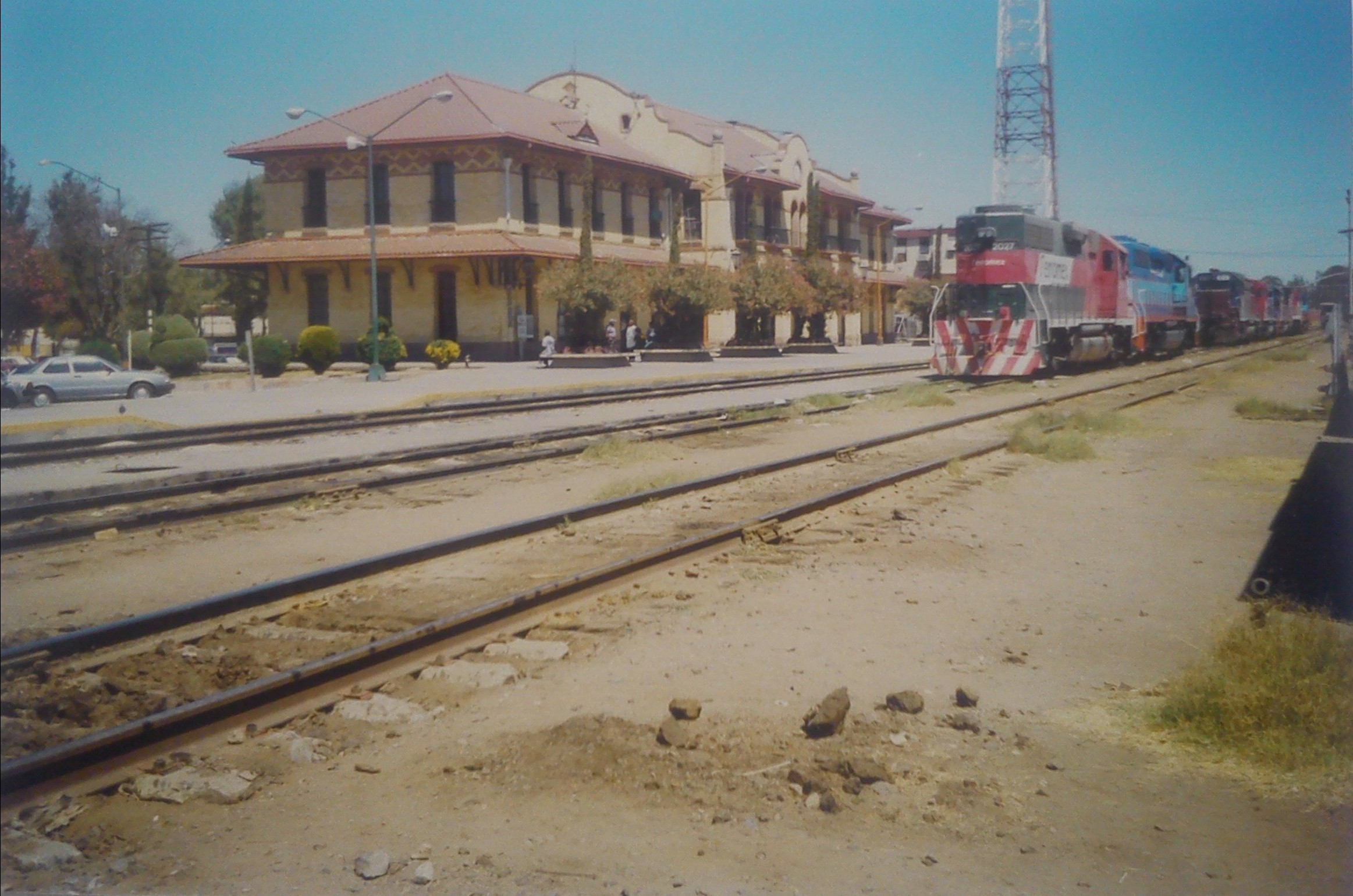
Estación Ferroviaria de Aguascalientes

El sector comercial representa un tercio del producto interno bruto empleando el 23% de la fuerza de trabajo. La tasa de desempleo es baja.
Los productos agrícolas, famosos por su calidad no sólo en México sino también en el extranjero, son el resultado de un cuidadoso equilibrio entre la gente y su medio ambiente.
Una combinación de clima única, la utilización de avanzadas técnicas de cultivo y mano de obra especializada han llevado a que las frutas, las verduras y los productos lácteos y cárnicos tengan gran aceptación. Los productos más importantes son el chile, las papas, los ajos, las cebollas, los frijoles, la guayaba, las peras, el brócoli, la coliflor y otros vegetales de jardín, así como la alfalfa y los granos de forraje para ganado, lo que permite que la producción de lácteos sea la tercera en el país.
Se han instalado varias compañías extranjeras como son: Nissan y Motor Diésel Mexicana, Texas Instruments son empresas del sector automotor y de autopartes, la primera de origen japonés en tanto que MDM fue una conversión mexicana-americana.
Otras actividades como la agricultura, la viticultura y la industria ferroviaria, perdieron importancia relativa.

## Política

### Representación legislativa
Para la elección de diputados federales y locales, el municipio se encuentra inscrito en los siguientes distritos:
Local:
- V Distrito Electoral Local de Aguascalientes con cabecera en Aguascalientes.
- VI Distrito Electoral Local de Aguascalientes con cabecera en Aguascalientes.
- IX Distrito Electoral Local de Aguascalientes con cabecera en Aguascalientes.
- X Distrito Electoral Local de Aguascalientes con cabecera en Aguascalientes.
- XI Distrito Electoral Local de Aguascalientes con cabecera en Aguascalientes.
- XII Distrito Electoral Local de Aguascalientes con cabecera en Aguascalientes.
- XIII Distrito Electoral Local de Aguascalientes con cabecera en Aguascalientes.
- XIV Distrito Electoral Local de Aguascalientes con cabecera en Aguascalientes.
- XV Distrito Electoral Local de Aguascalientes con cabecera en Aguascalientes.
- XVI Distrito Electoral Local de Aguascalientes con cabecera en Aguascalientes.
- XVII Distrito Electoral Local de Aguascalientes con cabecera en Aguascalientes.
- XVIII Distrito Electoral Local de Aguascalientes con cabecera en Aguascalientes.

Federal:
- II Distrito Electoral Federal de Aguascalientes con cabecera en Aguascalientes.
- III Distrito Electoral Federal de Aguascalientes con cabecera en Aguascalientes.

### Presidentes municipales
| Presidente municipal | Presidente municipal              | Periodo     | Partido | Elección |
| -------------------- | --------------------------------- | ----------- | ------- | -------- |
|                      | José Concepción Rodríguez         | 1939 – 1940 | —       | 1938     |
|                      | Celestino López Sánchez           | 1941 – 1942 | -       | 1940     |
|                      | Francisco M. Revilla              | 1943 – 1944 |         | 1942     |
|                      | Roberto J. Rangel                 | 1945 – 1947 |         | 1944     |
|                      | Luis Ortega Douglas               | 1948 – 1950 |         | 1947     |
|                      | Jaime Aizpuru Jaime               | 1951 – 1953 |         | 1950     |
|                      | Antonio Medina Romo               | 1954 – 1956 |         | 1953     |
|                      | María del Carmen Martín del Campo | 1957 – 1959 |         | 1956     |
|                      | Gilberto López Velarde            | 1960 – 1962 |         | 1959     |
|                      | Francisco Guel Jiménez            | 1963 – 1965 |         | 1962     |
|                      | Juan Morales Morales              | 1966 – 1968 |         | 1965     |
|                      | Carlos Macías Arellano            | 1969 – 1971 |         | 1968     |
|                      | Ángel Talamantes Ponce            | 1972 – 1974 |         | 1971     |
|                      | Felipe Reynoso Jiménez            | 1975 – 1977 |         | 1974     |
|                      | Francisco Ramírez Martínez        | 1978 – 1980 |         | 1977     |
|                      | Pedro C. Rivas Cuéllar            | 1981 – 1983 |         | 1980     |
|                      | Miguel Romo Medina                | 1984 – 1986 |         | 1983     |
|                      | Héctor Manuel del Villar Martínez | 1987 – 1989 |         | 1986     |
|                      | Armando Romero Rosales            | 1990 – 1991 |         | 1989     |
|                      | María Alicia de la Rosa López     | 1991 – 1992 |         | —        |
|                      | Fernando Gómez Esparza            | 1993 – 1995 |         | 1992     |
|                      | Alfredo Reyes Velázquez           | 1996 – 1998 |         | 1995     |
|                      | Luis Armando Reynoso Femat        | 1999 – 2001 |         | 1998     |
|                      | Ricardo Magdaleno Rodríguez       | 2002 – 2004 |         | 2001     |
|                      | Martín Orozco Sandoval            | 2005 – 2007 |         | 2004     |
|                      | Gabriel Arellano Espinosa         | 2008 – 2010 |         | 2007     |
|                      | Adrián Ventura Dávila             | 2010        |         | -        |
|                      | Lorena Martínez Rodríguez         | 2011 – 2013 |         | 2010     |
|                      | Juan Antonio Martín del Campo     | 2014 – 2016 |         | 2013     |
|                      | María Teresa Jiménez Esquivel     | 2017 – 2019 |         | 2016     |
| 2019 – 2021          | María Teresa Jiménez Esquivel     | 2019        |         |          |
|                      | Juana Cecilia López Ortiz         | 2021        |         | -        |
|                      | Leonardo Montañez Castro          | 2021 – 2024 |         | 2021     |
| 2024 - 2027          | Leonardo Montañez Castro          | 2024        |         |          |